# Афанасьевская культура
Афана́сьевская культу́ра — южносибирская археологическая культура энеолита (3300—2500 гг. до н. э.). Название получила от Афанасьевой горы (близ села Батени в Боградском районе Хакасии), где в 1920 году был исследован первый могильник этой культуры.
Афанасьевская культура — первый этап эпохи палеометалла в степях Южной Сибири. В основном представлена древними могильниками, поселения встречаются значительно реже, известен один рудник.
Помимо основного района — Алтая (Ело 1-2, Бике 1, Пещеркин Лог и др.) и Минусинской котловины, ареал памятников включает Восточный Казахстан, Западную Монголию и китайский Синьцзян. Афанасьевские памятники Алтая представлены могильниками и поселениями Балыктуюль, Ело, Кара-Тенеш, Теньга, Большой Толгоек, Арагол, Курота и др.

## Хозяйство
Медь использовалась для изготовления украшений, игл, шильев, небольших ножей. Афанасьевские мастера ещё не знали литья, медные предметы обрабатывались ковкой. Хозяйство афанасьевцев было комплексным. Наряду с традиционными для неолитической Сибири сетевым рыболовством и охотой, получило развитие скотоводство. Находки костей домашних животных в могилах и культурном слое поселений свидетельствуют, что афанасьевцы разводили коров, лошадей, овец. Комплексное хозяйство позволило им жить оседло, в долговременных жилищах.
Несмотря на наличие металлических предметов, большинство орудий ещё изготавливались из камня и кости. Посуду делали из глины и дерева. Для починки деревянных сосудов иногда использовали медные пластинки, которыми оковывались края сосудов. Глиняная посуда разнообразная: в основном, это остродонные яйцевидные сосуды ёмкостью от 1,5 до 3 литров. Горшки зарывали в очаг, заполненный золой и песком. Среди сосудов встречаются и большие, ёмкостью до 200 литров. Распространены также курильницы на поддоне с ручкой. Орнамент, чаще всего "ёлочка", наносился затупленной палочкой или гребенчатым штампом.

## Погребальный обряд
Афанасьевцы стали первой культурой в Сибири с традицией погребения умерших в курганах. Курганы представляют собой круглые насыпи с оградой, сложенной из камней. Современная высота как насыпей, так и оград — 20-40 см, встречаются и совсем не выраженные в рельефе. Могильные ямы овальные, подквадратные или подпрямоугольные, перекрывались бревенчатым накатом или каменными насыпями. Преобладает юго-западная ориентировка погребённых, иногда с отклонениями. Сопроводительный инвентарь включает керамические сосуды, украшения из кости и металла (медные, серебряные и золотые серьги), костяные, каменные и металлические орудия.

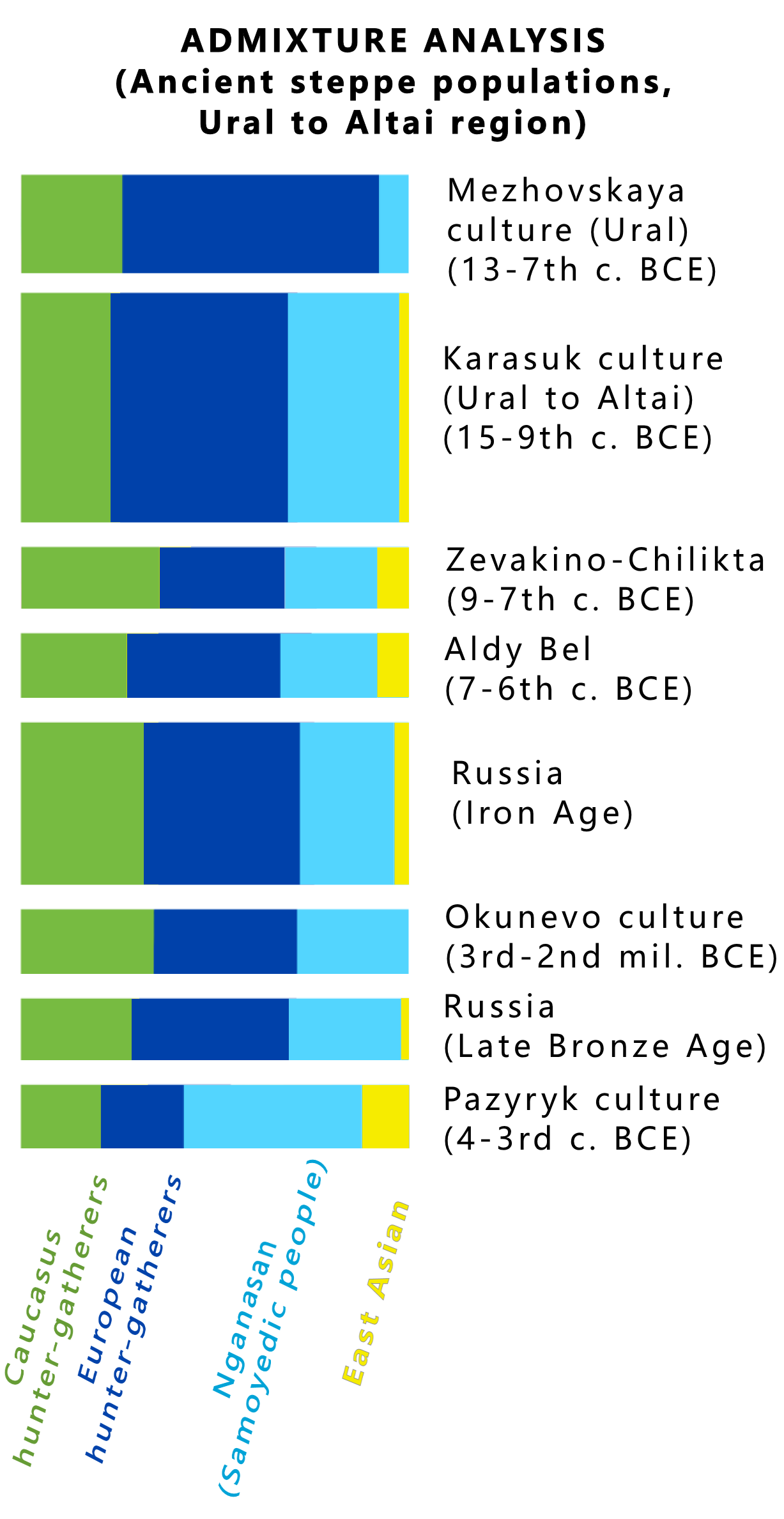
Упрощенная схема результатов анализа ADMIXTURE для древних степных популяций кочевников Евразийской степи (от Урала до Алтая), в том числе представителей Афанасьевской культуры. Голубым отмечен нганасанский компонент (самодийцы), синим — европейские охотники-собиратели, желтый — восточно-азиатский компонент, зелёным — кавказские охотники-собиратели (см. полную версию результатов); количество предковых популяций К варьируется от 2 до 15

## Происхождение
Культура была создана мигрантами из Восточной Европы, в частности, носителями ямной культуры, ассимилировавшими местное население, что подтверждается и генетическими исследованиями. Сменилась окуневской культурой на Енисее и каракольской культурой на Алтае.
Наследниками афанасьевцев были племена тагарской культуры, дожившей до III в. до н. э., по другой версии, тагарцы были скифами, а потомки афанасьевцев — тохарами, которых именно скифы-тагарцы вытеснили в Синьцзян.
Последние данные как антропологии, так и генетики, свидетельствуют о том, что Таримские мумии оставили потомки не афанасьевцев, а, вероятно, андроновцев.

## Этноязыковая принадлежность
Большинство исследователей ассоциируют афанасьевскую культуру с носителями (прото-)тохарского языка.
По данным глоттохронологии, предполагаемое выделение тохарских языков из праиндоевропейского относится к рубежу 4-3 тысячелетий до н. э., как и самые ранние радиоуглеродные даты афанасьевской культуры.

## Антропологический тип
Афанасьевцы являлись носителями протоевропеоидного антропологического типа. Афанасьевцы с территории Хакасии характеризуются очень длинным, довольно широким, средневысоким долихокранным черепом, очень сильно наклонным лбом, а также сильно развитым надбровьем, низкими и широкими орбитами, больше прямоугольной формы, большим межорбитным расстоянием, высоким носом… Таким образом, контакты между европеоидами и монголоидами на данной территории, возможно, происходили уже на самых ранних этапах. — В. П. Алексеев, «Сибирь как очаг расообразования», 1968.
Наибольшее краниологическое сходство с афанасьевским населением демонстрируют ямники Волго-Уралья. С их миграцией на Алтай связывается появление афанасьевской культуры.
С другой стороны, не у всех групп афанасьевцев параллели с ямниками занимают первое место. В большинстве случаев на первых местах находятся аналогии с катакомбниками. Для суммарной алтайской серии отмечено отсутствие связей с ямниками, а наиболее отчетливы краниологические аналогии с катакомбниками Подонья. Группа из Афанасьевой Горы и суммарная минусинская ближе всего к поздним катакомбникам Нижнего Поднепровья, а алтайская из Куроты II ближе всего к полтавкинцам. Эти результаты согласуются с археологическими данными С. В. Цыба о значительной роли полтавкинских и катакомбных племён в этногенезе афанасьевцев. Для суммарной группы Минусинской котловины аналогии с носителями срубной культуры отчетливее, чем с катакомбниками и ямниками.

## Палеогенетика
Представительницы афанасьевской культуры обладали митохондриальными гаплогруппами J2a2a, T2c1a2 и U5a1a1, U4a1. У афанасьевцев из Батени (Bateni) определены митохондриальная гаплогруппа T1a1 и Y-хромосомная гаплогруппа R1b1a1a2a2, у хакасских афанасьевцев определена Y-хромосомная гаплогруппа R1b, у монгольского афанасьевца — Y-хромосомная гаплогруппа Q. Большинство (из четырёх протестированных) мужских образцов афанасьевской культуры принадлежало к одной субгаплогруппе R1b1a1a. Также у афанасьевцев определены митохондриальные гаплогруппы A, N1a1a1a1, U5a1 и Y-хромосомные гаплогруппы R1b1a1a2-M269>R1b1a1a2a1a-P311/L52, R1b1a2a2-CTS1078/Z2103, J1a-CTS5368.
Как и у ямников, в геноме афанасьевцев преобладают аллели, связанные со светлой кожей и голубыми глазами.
Используя программу ancIBD, выявляющую общие по происхождению блоки сцепления (identical by descent, IBD) в геномах, палеогенетики, исследовавшие образцы ДНК представителей афанасьевской культуры, нашли двух родственников пятой степени родства, живших около пяти тыс. л. н. на расстоянии 1410 км друг от друга — в Алтайском крае и в Центральной Монголии. У них идентифицировано четыре сегмента IBD длиной 20—40 сМ, что является отличительным признаком близкого биологического родства. В геномах представителей ямной и афанасьевской культур общие по происхождению фрагменты IBD иногда превышают 20 сМ. Этот общий сигнал IBD ясно указывает на то, что афанасьевцы происходят от ямников, которые мигрировали самое большее несколькими сотнями лет ранее через огромные расстояния евразийской степи.